# Triphosa millierata
Triphosa millierata är en fjärilsart som beskrevs av Charles Théophile Bruand d’Uzelle 1855. Triphosa millierata ingår i släktet Triphosa och familjen mätare. Inga underarter finns listade i Catalogue of Life.